# H. David Politzer
Pour les articles homonymes, voir Politzer.
Hugh David Politzer (31 août 1949 à New York) est un physicien américain. Avec David Gross et Frank Wilczek, ses travaux ont été récompensés par le prix Nobel de physique de 2004 pour leur découverte d'une propriété de l'interaction forte, la liberté asymptotique, à partir d'études menées sur les quarks. Depuis 1978, il est professeur au Caltech.

## Biographie
Politzer est né à New York. Il est diplômé de la Bronx High School of Science en 1966, reçoit son diplôme de l'université du Michigan en 1969, et obtient son doctorat à l'université Harvard en 1974. Dès ses premiers articles, publiés en 1973, Politzer décrit le phénomène de liberté asymptotique en étudiant les quarks (constituants ultimes de la matière dans le cadre de la théorie du modèle standard.). Il remarque en effet que lorsque les quarks sont très près les uns des autres, la force nucléaire qui s'exerce entre eux est si faible que les quarks se comportent presque comme des particules libres. Ce résultat – qui est obtenu indépendamment au même moment par David Gross et Frank Wilczek à l'université de Princeton – est extrêmement important pour le développement de la chromodynamique quantique, la théorie qui décrit l'interaction forte.
Lui, Frank Wilczek et David Gross reçoivent le prestigieux prix Sakurai en 1986 puis sont colauréats du prix Nobel de physique de 2004 « pour leur découverte de la liberté asymptotique dans la théorie de l'interaction forte ».